# Tre Deckare löser Skelettöns gåta
Alfred Hitchcock och Tre deckare löser Skelettöns gåta (originaltitel Alfred Hitchcock and the Three Investigators in The Secret of Skeleton Island) är den sjätte boken i den fristående Tre deckare-serien. Boken är skriven av Robert Arthur 1965. Den utgavs i Sverige på svenska 1968 av B. Wahlströms bokförlag i översättning av Lasse Mattsson. År 2007 blev boken film med Chancellor Miller (Jupiter), Nick Price (Peter) och Cameron Monaghan (Bob) i huvudrollerna.

## Handling
Tre deckare far ut till Skelettön där det pågår en filminspelning, som någon saboterar. Tre deckare råkar bland annat på ett spöke...